# César González Mendiondo
César González López, conocido como Mendiondo (Madrid, Comunidad de Madrid, España, 25 de junio de 1966), es un exfutbolista español. Actualmente está sin equipo. En octubre de 2011 cambia legítimamente sus apellidos a César Mendiondo López, cumpliendo así el viejo sueño de preservar el apellido familiar por el que siempre había sido reconocido y por el que también se conoció anteriormente a su padre, José Mendiondo.

## Trayectoria como jugador
Jugaba de defensa. Se formó en la cantera del Atlético de Madrid, llegando a debutar en el primer equipo y donde empieza a destacar, aunque fue en el Rayo Vallecano, RCD Espanyol de Barcelona y CP Mérida donde labró su carrera.  
Mendiondo fue uno de los jugadores más representativos del RCD Espanyol, con quienes jugó en más de cien partidos. Posteriormente pasa a las filas del CP Mérida con quienes juega dos temporadas. Tras su retirada como jugador, Mendiondo pasa a formar parte del organigrama técnico del Atlético de Madrid y, posteriormente, de la selección española.

## Trayectoria como entrenador
Después de retirarse, ha trabajado en el cuerpo técnico del Atlético de Madrid y en la RFEF, como ayudante de Luis Aragonés, en la selección española, y en el Fenerbahçe, entre otras labores. 
En 2015, llega a Israel con el objetivo de levantar a un Hapoel Tel Aviv en plena fase de reconstrucción, pero dirigiría al club durante solo dos encuentros.

## Clubs como jugador
- Cantera del Atlético de Madrid
- 1984-86 Atlético Madrileño, juega un partido con el primer equipo del Atlético de Madrid (1984-85).
- 1986-89 Rayo Vallecano
- 1989-95 RCD Espanyol de Barcelona
- 1995-98 CP Mérida

## Clubs como entrenador
- 2013-14 AD Torrejón
- 2015 Hapoel Tel Aviv